# Kỳ tích kinh tế
Kỳ tích kinh tế, Thần kỳ kinh tế hay Phép lạ kinh tế là một thuật ngữ không chính thức thường để chỉ một giai đoạn phát triển kinh tế đầy ấn tượng mà hoàn toàn không ngờ đến hoặc xảy ra mạnh mẽ đến bất ngờ. Cụm từ này đã và đang được dùng để mô tả các giai đoạn lịch sử gần đây của một số quốc gia, thường là họ trải qua thời kỳ bùng nổ kinh tế hoặc được xếp vào nhóm các con Hổ kinh tế.

## Thời kỳ cận đại
- Kỳ tích kinh tế Hà Lan trong thế kỷ 17 (nền kinh tế Cộng hòa Hà Lan vào thời kỳ hoàng kim), thường được nhiều người coi là kỳ tích kinh tế sớm nhất trong thời hiện đại.

## Sau Thế chiến II
- Thần kỳ kinh tế Nhật Bản thời hậu chiến hay Kōdo keizai seichō 高度経済成長 (khoảng từ 1945–1990)
- Ba mươi năm huy hoàng hay Trente Glorieuses (tại Pháp, khoảng từ 1945–1975)
- Những năm kỷ lục hay Rekordåren (tại Thụy Điển, khoảng từ 1947–1974)
- Kỳ tích sông Rhein hay Wirtschaftswunder (tại Tây Đức và Áo, khoảng những năm 1950–1970)
- Kỳ tích México (khoảng những năm 1940–1970 ở México) (thuật ngữ này không được các nhà kinh tế học sử dụng)
- Kỳ tích kinh tế Bỉ (từ 1945–1948 ở Bỉ)
- Kỳ tích kinh tế Hy Lạp (từ 1950–1973 ở Hy Lạp)
- Kỳ tích kinh tế Italia (khoảng từ 1950–1973 ở Ý)

## Sau này
- Kỳ tích kinh tế Tây Ban Nha (từ 1959–1974)
- Bốn con hổ châu Á (tức Hàn Quốc, Đài Loan, Hồng Kông và Singapore, bắt đầu từ thập niên 1960 - giai đoạn đầu của thế kỷ 21)
  - Kỳ tích sông Hán (tại Hàn Quốc từ năm 1962[1]–1997[2])
  - Kỳ tích Đài Loan (từ 1965[3]–1997[2])
- Hổ mới châu Á (tức Indonesia, Thái Lan, Malaysia, Philippines và Việt Nam)
- Kỳ tích kinh tế Brasil (từ 1968–1973)
- Cải cách kinh tế Trung Quốc (từ 1978–2015)
- Kỳ tích Chile (khoảng từ thập niên 1970-nay)
- Đổi mới (tại Việt Nam, từ 1986-nay)
- Kỳ tích Massachusetts (thập niên 1980 ở Mỹ)
- Con hổ Tiểu Á (tức Thổ Nhĩ Kỳ vào khoảng thập niên 1980)
- Con hổ Vùng Vịnh (tức UAE, khoảng từ những năm 1990-2008)
- Bùng nổ kinh tế Ấn Độ (từ 1991–nay)
- Con hổ Celt (tức Cộng hòa Ireland, khoảng từ 1995-2007)
- Con hổ Baltic (tức Estonia, Latvia và Litva, khoảng từ 2000–2007)
- Con hổ Tatra (tức Slovakia, từ 2002–2007)